# Secotium
Stemastrum is een geslacht in de orde Agaricales. De familie is nog niet zeker (Incertae sedis). De typesoort is Secotium gueinzii.

## Soorten
Volgens Index Fungorum bevat het geslacht 17 soorten (peildatum januari 2023):
| Soortnaam              | Auteur(s)             | Publicatiejaar |
| ---------------------- | --------------------- | -------------- |
| Secotium batava        | R. Heim & Le Gal      | 1936           |
| Secotium coarctatum    | Berk.                 | 1845           |
| Secotium coprinoides   | Routien               | 1940           |
| Secotium czerniaievii  | Mont.                 | 1845           |
| Secotium decipiens     | Peck                  | 1895           |
| Secotium diminutivum   | Zeller                | 1939           |
| Secotium eburneum      | Zeller                | 1941           |
| Secotium fragariosum   | G. Cunn.              | 1952           |
| Secotium globososporum | Lloyd                 | 1924           |
| Secotium gueinzii      | Kunze                 | 1840           |
| Secotium himalaicum    | M. Zang & Yoshim. Doi | 1995           |
| Secotium longipes      | Zeller                | 1941           |
| Secotium obtusum       | Lloyd                 | 1936           |
| Secotium ochraceum     | Rodway                | 1920           |
| Secotium selenaspora   | R. Heim & Le Gal      | 1936           |
| Secotium superbum      | G. Cunn.              | 1924           |
| Secotium warnei        | (Peck) Peck           | 1882           |